# Исэсаки
Исэсаки (яп. 伊勢崎市 Исэсаки-си, «мыс Исэ») — особый город Японии, расположенный в юго-восточной части префектуры Гумма. Площадь города составляет 139,33 км², население — 211 190 человек (1 июля 2014), плотность населения — 1515,75 чел./км².
Город основан 13 сентября 1940 года путём слияния следующих населённых пунктов:
- посёлка Исэсаки уезда Сава;
- села Уэхасу;
- села Моро.

Исэсаки развился в позднем средневековье, как посёлок возле замка рода Сакаи. Издавна город славился изготовлением особого шёлка, одежду из которого была популярна в Восточной Японии в XVIII веке.
Основой современной экономики является тяжелая, химическая и текстильная промышленность.

## Города-побратимы
Город породнён с тремя городами:
- Япония Терадомари, Ниигата;
- США, Спрингфилд;
- Китай, Мааншан.